# O.K. Garage
O.K. Garage (también conocida como All Revved Up) es una película de 1998 escrita y dirigida por Brandon Cole. La película ganó varios premios en diferentes festivales. Fue estrenada en Estados Unidos en el Festival de cine independiente de Los Ángeles.

## Argumento
Una mujer que es estafada por un mecánico recluta a su vecino y sus mejores amigos en algo parecido a una venganza.

## Reparto
- John Turturro - Jonny Candellano
- Lili Taylor - Rachel
- Will Patton - Sean
- Gemma Jones - Mrs. Wiggins
- Joseph Maher - Lilly
- Paul Calderon - Carl
- Olek Krupa - Yannick
- Bruce MacVittie - Chuck
- Richard Bright - Louis
- Aida Turturro - Mary